# True Love (canción de Thomas Anders)
«True Love» (en español: «Amor de verdad») es el tercer sencillo del segundo álbum de Thomas Anders, Whispers.

## Créditos
- Productor: Mike Paxman y Paul Muggleton
- Publicación: BMG, Ufa MV
- Mezcla: Stephan W. Tayler
- Letra: Candy de Rouge
- Música: Candy de Rouge
- Coros: Judie Tzuke, Paul Muggleton, Don Snow, Deborah Robson

## Sencillos
CD-Maxi EastWest 9031-73757-2 (Warner) / EAN 0090317375724	11.1991
1. «True Love» (Versión sencillo)	— 4:20
2. «True Love»			— 6:30
3. «Don't Say You Love Me»	— 4:45

- Datos: Q5694971